# لیسا کالینز
لیسا کالینز (انگلیسی: Lisa Collins؛ زادهٔ ۱۹۶۸ میلادی) بازیگر اهل استرالیا است.
از فیلم‌ها یا مجموعه‌های تلویزیونی که وی در آن‌ها نقش داشته‌است می‌توان به سنگ گور اشاره نمود.